# Камю, Рено
Жан Рено Габриэль Камю (род. 10 августа 1946) — французский писатель
. Более всего известен как создатель конспирологической теории «великого замещения», согласно которой европейские элиты проводят целенаправленную политику по замещению белого населения Европы небелыми приезжими.
Эта теория получила популярность среди крайне правых и стала частью конспирологической теории «геноцида белой расы».

## Биография
Родился 10 августа 1946 года в Шамальере в буржуазной семье, но родители лишили Рено наследства, узнав о его убеждениях. В молодости был социалистом, принимал участие в майских событиях 1968 года в Париже.
В 1969 году окончил университет Сорбонны со степенью бакалавра в сфере французской литературы. Через год получил в Парижском институте политических наук степень магистра в области философии.
В 1971-1972 годах преподавал французскую литературу в Колледже Хендрикса.

## Великое замещение
По словам Камю, идея о «Великом замещении» пришла к нему во время редакторской правки путеводителя по департаменту Эро. Он неожиданно осознал, что население старых деревень полностью изменилось, после этого он решил глубже погрузиться в изучение демографии и изменений этнического и культурного состава населения Франции.